# 7526-os mellékút (Magyarország)
A 7526-os számú mellékút egy bő tíz kilométer hosszú, négy számjegyű országos közút Zala vármegyében. A Kis-Balaton térségében, attól nyugatra kapcsol össze egy többé-kevésbé észak-déli irányban húzódó, forgalmas mellékutat a kelet-nyugati irányú 75-ös főúttal, feltárva néhány útjába eső, kisebb települést is.

## Nyomvonala
A 7522-es útból ágazik ki, annak 17,600-as kilométerszelvénye közelében, Esztergályhorváti déli külterületén, nyugat felé, a Bárándi-patak völgyében. 800 méter után átlép Egeraracsa területére, melynek első házait 1,6 kilométer után éri el. A neve a településen előbb Fő utca, a központtól nyugatra pedig Ady Endre utca.
A 2,850-es kilométerszelvénye közelében kilép a település házai közül és 3,1 kilométer után már Dióskál területén jár. Előbb Palkonya településrészre érkezik, melynek házait 3,5 kilométer után éri el – ott a Petőfi Sándor utca nevet viseli –, majd a központban, 4,3 kilométer után északabbi irányba fordul és ott a Rákóczi Ferenc utca nevet veszi fel.
5,4 kilométer megtételét követően lép ki a község házai közül, 8,4 kilométer után pedig átlép Pacsa területére. A 8,700-as kilométerszelvénye közelében kiágazik belőle délkelet felé a 75 123-as út a zsákfalunak tekinthető Zalaszentmártonra, szűk két kilométerrel ezután pedig véget is ér, Pacsa lakott területétől keletre, a 75-ös főútba torkollva ér véget, annak 17,650-es kilométerszelvénye táján.
Teljes hossza, az országos közutak térképes nyilvántartását szolgáló kira.gov.hu adatbázisa szerint 10,609 kilométer.

## Települések az út mentén
- Esztergályhorváti
- Egeraracsa
- Dióskál
- Pacsa